# Perióstraco
El perióstraco o periostraco es la capa más externa de la concha de los moluscos. Es una película delgada compuesta exclusivamente de material orgánico. Luego de la muerte del molusco, el periostraco se degrada rápidamente. 
Sirve para mimetizarse con el entorno ocultando al animal de predadores y también protege las capas más internas del molusco del ataque de organismos y del medio.

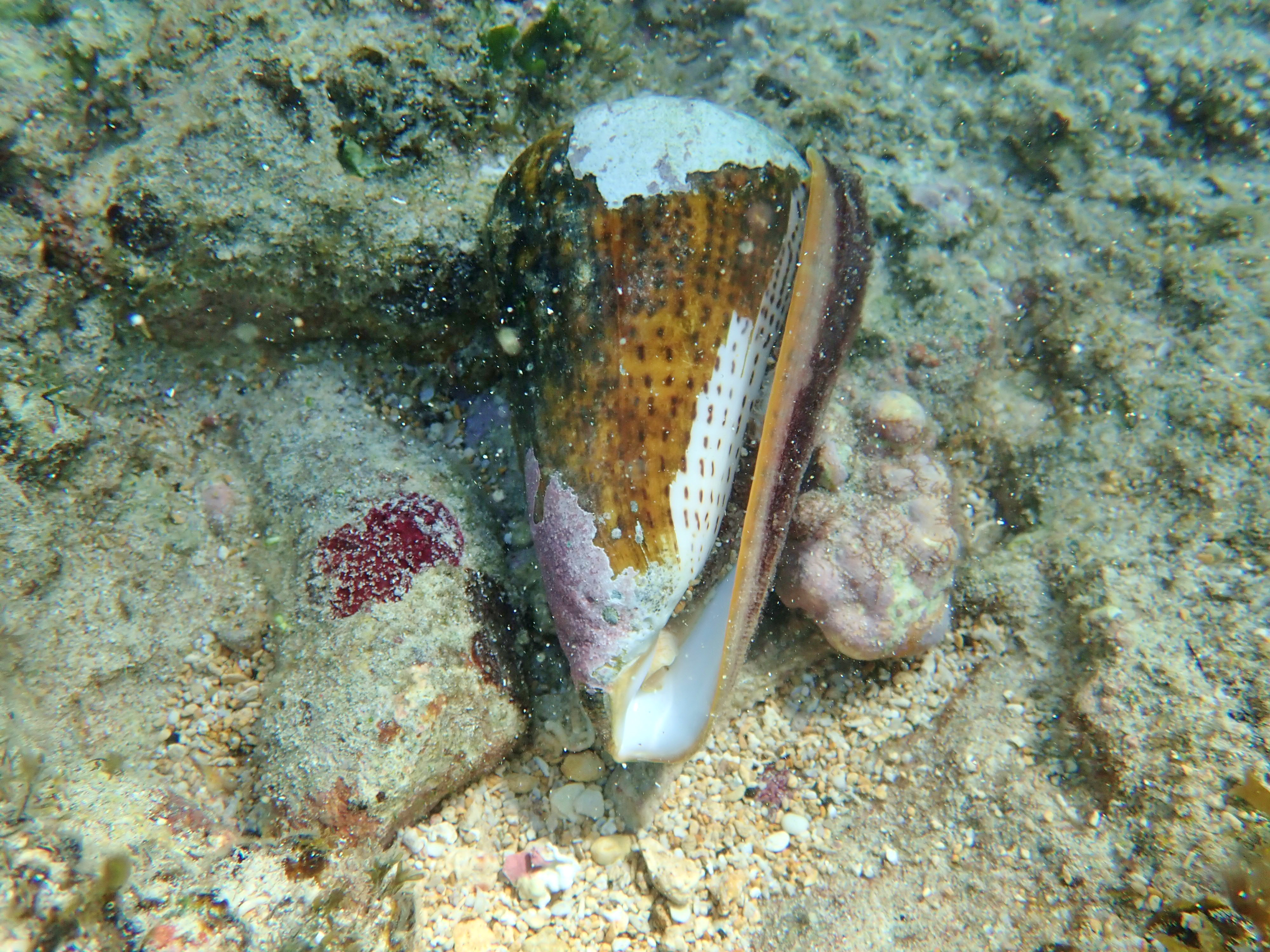
En este ejemplar de Conus leopardus, el roce natural ha erosionado el periostraco de algunas partes de la concha.

## Etimología

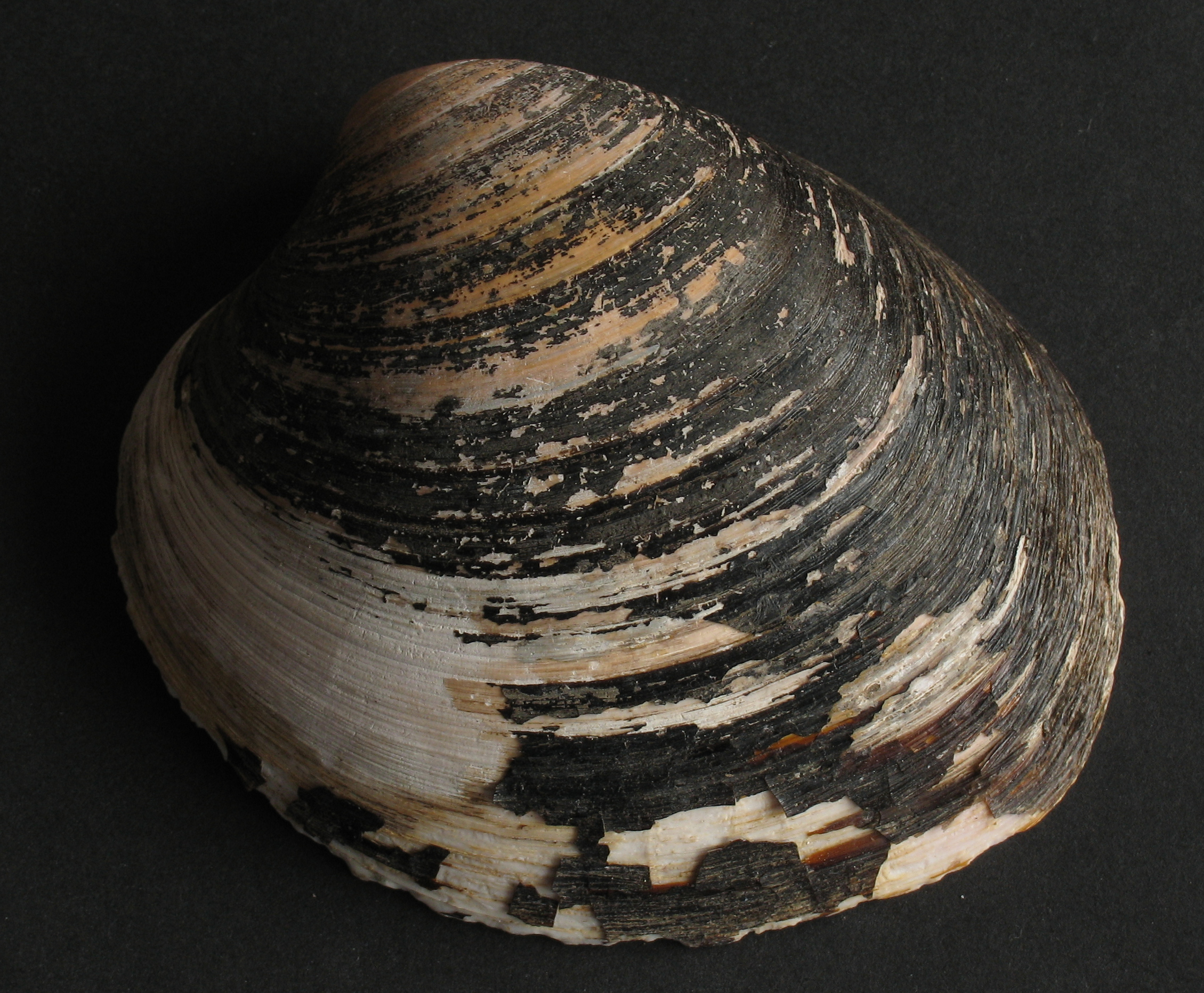
Periostracum negro desprendiéndose de una concha de Arctica islandica.

La palabra periostracum proviene del griego, y significa "alrededor de la concha", lo que hace referencia a que envuelve o cubre las partes mineralizadas de la concha (u ostracum).